# Myzomela boiei
Myzomela boiei là một loài chim trong họ Meliphagidae.
Đây là loài đặc hữu của Indonesia. Loài chim này được tìm thấy ở quần đảo Banda, Babar và Tanimbar.
Môi trường sống tự nhiên của chúng là rừng đất thấp ẩm nhiệt đới hoặc cận nhiệt đới, rừng ngập mặn cận nhiệt đới hoặc cận nhiệt đới và rừng trên núi ẩm nhiệt đới hoặc cận nhiệt đới.